# Віземшайд
Віземшайд (нім. Wiesemscheid) — громада в Німеччині, розташована в землі Рейнланд-Пфальц. Входить до складу району Арвайлер. Складова частина об'єднання громад Аденау.
Площа — 5,60 км2. Населення становить 236 ос. (станом на 31 грудня 2020).